# Équipe d'Arabie saoudite de football à la Coupe du monde 2022
Cet article relate le parcours de l’équipe d'Arabie saoudite de football lors de la Coupe du monde de football 2022 organisée au Qatar du 20 novembre au 18 décembre 2022.

## Qualifications

### Deuxième tour
| Rang | Équipe          | Pts | J | G | N | P | Bp | Bc | Diff |  | Résultats (▼ dom., ► ext.) |     |     |     |     |     |
| ---- | --------------- | --- | - | - | - | - | -- | -- | ---- |  | -------------------------- | --- | --- | --- | --- | --- |
| 1    | Arabie saoudite | 20  | 8 | 6 | 2 | 0 | 22 | 4  | +18  |  | Arabie saoudite            |     | 3-0 | 5-0 | 3-0 | 3-0 |
| 2    | Ouzbékistan     | 15  | 8 | 5 | 0 | 3 | 18 | 9  | +9   |  | Ouzbékistan                | 2-3 |     | 2-0 | 5-0 | 5-0 |
| 3    | Palestine       | 10  | 8 | 3 | 1 | 4 | 10 | 10 | 0    |  | Palestine                  | 0-0 | 2-0 |     | 4-0 | 3-0 |
| 4    | Singapour       | 7   | 8 | 2 | 1 | 5 | 7  | 22 | -15  |  | Singapour                  | 0-3 | 1-3 | 2-1 |     | 2-2 |
| 5    | Yémen           | 5   | 8 | 1 | 2 | 5 | 6  | 18 | -12  |  | Yémen                      | 2-2 | 0-1 | 1-0 | 1-2 |     |

| 1er match                       | Yémen                     | 2 - 2   | Arabie saoudite              |                                                                        |                                                                        |
| 10 septembre 2019 19h00 (UTC+3) | Qarawi 8e · Al-Dahi 37e   | (2 - 1) | 23e Bahebri · 48e Al-Dossari | Stade national, Riffa Spectateurs : 3 100 Arbitrage : Sivakorn Pu-udom | Stade national, Riffa Spectateurs : 3 100 Arbitrage : Sivakorn Pu-udom |
| 10 septembre 2019 19h00 (UTC+3) | Mohammed 57e · Sarhan 89e | Rapport |                              | Stade national, Riffa Spectateurs : 3 100 Arbitrage : Sivakorn Pu-udom | Stade national, Riffa Spectateurs : 3 100 Arbitrage : Sivakorn Pu-udom |

| 2e match                      | Arabie saoudite               | 3 - 0   | Singapour |                                                                                         |                                                                                         |
| 10 octobre 2019 20h00 (UTC+3) | Asiri 28e 67e · Al-Hamdan 61e | (1 - 0) |           | King Abdullah Sport City Stadium, Buraydah Spectateurs : 14 560 Arbitrage : Hee Gon Kim | King Abdullah Sport City Stadium, Buraydah Spectateurs : 14 560 Arbitrage : Hee Gon Kim |
| 10 octobre 2019 20h00 (UTC+3) | Otayf 50e                     | Rapport | 82e Harun | King Abdullah Sport City Stadium, Buraydah Spectateurs : 14 560 Arbitrage : Hee Gon Kim | King Abdullah Sport City Stadium, Buraydah Spectateurs : 14 560 Arbitrage : Hee Gon Kim |

| 3e match                      | Palestine | 0 - 0   | Arabie saoudite |                                                                                              |                                                                                              |
| 15 octobre 2019 16h00 (UTC+3) |           | (0 - 0) |                 | Stade international Faisal Al-Husseini, Al-Ram Spectateurs : 12 000 Arbitrage : Ahmed Al-Kaf | Stade international Faisal Al-Husseini, Al-Ram Spectateurs : 12 000 Arbitrage : Ahmed Al-Kaf |
| 15 octobre 2019 16h00 (UTC+3) | Seyam 29e | Rapport |                 | Stade international Faisal Al-Husseini, Al-Ram Spectateurs : 12 000 Arbitrage : Ahmed Al-Kaf | Stade international Faisal Al-Husseini, Al-Ram Spectateurs : 12 000 Arbitrage : Ahmed Al-Kaf |

| 4e match                       | Ouzbékistan                          | 2 - 3   | Arabie saoudite                          |                                                                                  |                                                                                  |
| 14 novembre 2019 18h00 (UTC+5) | Shomurodov 16e · Shukurov 56e (pen.) | (1 - 1) | 23e (pen.) 85e Al-Faraj · 90e Al-Dossari | Stade central de Pakhtakor, Tachkent Spectateurs : 31 427 Arbitrage : Ryūji Satō | Stade central de Pakhtakor, Tachkent Spectateurs : 31 427 Arbitrage : Ryūji Satō |
| 14 novembre 2019 18h00 (UTC+5) |                                      | Rapport | 73e Al-Dossari · 77e Al-Bishi            | Stade central de Pakhtakor, Tachkent Spectateurs : 31 427 Arbitrage : Ryūji Satō | Stade central de Pakhtakor, Tachkent Spectateurs : 31 427 Arbitrage : Ryūji Satō |

| 5e match                   | Arabie saoudite                                                               | 5 - 0   | Palestine                                |                                                                                             |                                                                                             |
| 30 mars 2021 20h30 (UTC+3) | Al-Shahrani 37e · Al-Muwallad 43e · Al-Shehri 52e 58e · Al-Dossari 88e (pen.) | (2 - 0) |                                          | Stade du Roi Saoud Université, Riyad Spectateurs : 0 (huis-clos) Arbitrage : Mohanad Sarray | Stade du Roi Saoud Université, Riyad Spectateurs : 0 (huis-clos) Arbitrage : Mohanad Sarray |
| 30 mars 2021 20h30 (UTC+3) | Al-Malki 90e                                                                  | Rapport | 45e Hamed · 56e Abumayyala · 86e Qatmish | Stade du Roi Saoud Université, Riyad Spectateurs : 0 (huis-clos) Arbitrage : Mohanad Sarray | Stade du Roi Saoud Université, Riyad Spectateurs : 0 (huis-clos) Arbitrage : Mohanad Sarray |

| 6e match                  | Arabie saoudite                     | 3 - 0   | Yémen                                      |                                                                                           |                                                                                           |
| 5 juin 2021 21h00 (UTC+3) | Al-Dossari 4e · Al-Muwallad 17e 32e | (3 - 0) |                                            | Stade du Roi Saoud Université, Riyad Spectateurs : 0 (huis-clos) Arbitrage : Nivon Gamini | Stade du Roi Saoud Université, Riyad Spectateurs : 0 (huis-clos) Arbitrage : Nivon Gamini |
| 5 juin 2021 21h00 (UTC+3) | Otayf 38e                           | Rapport | 45+1e Al-Matari · 59e Boqshan · 66e Qarawi | Stade du Roi Saoud Université, Riyad Spectateurs : 0 (huis-clos) Arbitrage : Nivon Gamini | Stade du Roi Saoud Université, Riyad Spectateurs : 0 (huis-clos) Arbitrage : Nivon Gamini |

| 7e match                   | Singapour                                           | 0 - 3   | Arabie saoudite                                    |                                                                                           |                                                                                           |
| 11 juin 2021 21h00 (UTC+3) |                                                     | (0 - 0) | Al-Dossari 84e · Al-Muwallad 86e · Al-Shehri 90+6e | Stade du Roi Saoud Université, Riyad Spectateurs : 4 879 Arbitrage : Mohanad Qasim Sarray | Stade du Roi Saoud Université, Riyad Spectateurs : 4 879 Arbitrage : Mohanad Qasim Sarray |
| 11 juin 2021 21h00 (UTC+3) | Fandi 18e · Abu Sujad 21e · Syahin 44e · Arifin 61e | Rapport | 44e Al-Dossari · 61e Al-Malki                      | Stade du Roi Saoud Université, Riyad Spectateurs : 4 879 Arbitrage : Mohanad Qasim Sarray | Stade du Roi Saoud Université, Riyad Spectateurs : 4 879 Arbitrage : Mohanad Qasim Sarray |

| 8e match                   | Arabie saoudite                                                              | 3 - 0   | Ouzbékistan    |                                                                                   |                                                                                   |
| 15 juin 2021 21h00 (UTC+3) | Al-Faraj 25e 33e · Al-Hassan 52e                                             | (2 - 0) |                | Stade du Roi Saoud Université, Riyad Spectateurs : 6 339 Arbitrage : Ko Hyung-jin | Stade du Roi Saoud Université, Riyad Spectateurs : 6 339 Arbitrage : Ko Hyung-jin |
| 15 juin 2021 21h00 (UTC+3) | Otayf 41e · Al-Faraj 68e · Al Muwallad 90+2e · Hamid 90+4e · Al Ghanam 90+5e | Rapport | 90+1e Shukurov | Stade du Roi Saoud Université, Riyad Spectateurs : 6 339 Arbitrage : Ko Hyung-jin | Stade du Roi Saoud Université, Riyad Spectateurs : 6 339 Arbitrage : Ko Hyung-jin |

### Troisième tour
| Rang | Équipe          | Pts | J  | G | N | P | Bp | Bc | Diff |  | Résultats (▼ dom., ► ext.) |     |     |     |     |     |     |
| ---- | --------------- | --- | -- | - | - | - | -- | -- | ---- |  | -------------------------- | --- | --- | --- | --- | --- | --- |
| 1    | Arabie saoudite | 23  | 10 | 7 | 2 | 1 | 12 | 6  | +6   |  | Arabie saoudite            |     | 1-0 | 1-0 | 1-0 | 3-2 | 3-1 |
| 2    | Japon           | 22  | 10 | 7 | 1 | 2 | 12 | 4  | +8   |  | Japon                      | 2-0 |     | 2-1 | 0-1 | 2-0 | 1-1 |
| 3    | Australie       | 15  | 10 | 4 | 3 | 3 | 15 | 9  | +6   |  | Australie                  | 0-0 | 0-2 |     | 3-1 | 3-0 | 4-0 |
| 4    | Oman            | 14  | 10 | 4 | 2 | 4 | 11 | 10 | +1   |  | Oman                       | 0-1 | 0-1 | 2-2 |     | 2-0 | 3-1 |
| 5    | Chine           | 6   | 10 | 1 | 3 | 6 | 9  | 19 | -10  |  | Chine                      | 1-1 | 0-1 | 1-1 | 1-1 |     | 3-2 |
| 6    | Viêt Nam        | 4   | 10 | 1 | 1 | 8 | 8  | 19 | -11  |  | Viêt Nam                   | 0-1 | 0-1 | 0-1 | 0-1 | 3-1 |     |

| 1er match                    | Arabie saoudite                                                | 3 - 1   | Viêt Nam                                |                                                                                      |                                                                                      |
| 2 septembre 2021 20h00 UTC+3 | Al-Dossari 55e (pen.) · Al-Shahrani 67e · Al-Shehri 80e (pen.) | (0 - 1) | 3e Nguyễn Quang Hải                     | Stade du Roi Saoud Université, Riyad Spectateurs : 8 331 Arbitrage : Ilgiz Tantashev | Stade du Roi Saoud Université, Riyad Spectateurs : 8 331 Arbitrage : Ilgiz Tantashev |
| 2 septembre 2021 20h00 UTC+3 |                                                                | Rapport | 43e Vũ Văn Thanh · 49e, 54e Đỗ Duy Mạnh | Stade du Roi Saoud Université, Riyad Spectateurs : 8 331 Arbitrage : Ilgiz Tantashev | Stade du Roi Saoud Université, Riyad Spectateurs : 8 331 Arbitrage : Ilgiz Tantashev |

| 2e match                     | Oman | 0 - 1   | Arabie saoudite |                                                                                        |                                                                                        |
| 7 septembre 2021 20h00 UTC+4 |      | (0 - 1) | 42e Al-Shehri   | Complexe Sportif du Sultan Qabus, Mascate Spectateurs : 8 150 Arbitrage : Hanna Hattab | Complexe Sportif du Sultan Qabus, Mascate Spectateurs : 8 150 Arbitrage : Hanna Hattab |
| 7 septembre 2021 20h00 UTC+4 |      | Rapport | 58e Al-Malki    | Complexe Sportif du Sultan Qabus, Mascate Spectateurs : 8 150 Arbitrage : Hanna Hattab | Complexe Sportif du Sultan Qabus, Mascate Spectateurs : 8 150 Arbitrage : Hanna Hattab |

| 3e match                   | Arabie saoudite | 1 - 0   | Japon |                                                                              |                                                                              |
| 7 octobre 2021 20h00 UTC+3 | Al-Buraikan 71e | (0 - 0) |       | Stade Roi-Abdallah, Djeddah Spectateurs : 51 218 Arbitrage : Adham Makhadmeh | Stade Roi-Abdallah, Djeddah Spectateurs : 51 218 Arbitrage : Adham Makhadmeh |
| 7 octobre 2021 20h00 UTC+3 | Rapport         |         |       | Stade Roi-Abdallah, Djeddah Spectateurs : 51 218 Arbitrage : Adham Makhadmeh | Stade Roi-Abdallah, Djeddah Spectateurs : 51 218 Arbitrage : Adham Makhadmeh |

| 4e match                    | Arabie saoudite                    | 3 - 2   | Chine                   |                                                                              |                                                                              |
| 12 octobre 2021 20h00 UTC+3 | Al-Najei 15e 38e · Al-Buraikan 72e | (2 - 0) | 46e Aloisio · 87e Wu Xi | Stade Roi-Abdallah, Djeddah Spectateurs : 54 124 Arbitrage : Ilgiz Tantashev | Stade Roi-Abdallah, Djeddah Spectateurs : 54 124 Arbitrage : Ilgiz Tantashev |
| 12 octobre 2021 20h00 UTC+3 | Rapport                            |         |                         | Stade Roi-Abdallah, Djeddah Spectateurs : 54 124 Arbitrage : Ilgiz Tantashev | Stade Roi-Abdallah, Djeddah Spectateurs : 54 124 Arbitrage : Ilgiz Tantashev |

| 5e match                      | Australie   | 0 - 0   | Arabie saoudite              |                                                                              |                                                                              |
| 11 novembre 2021 20h10 UTC+11 |             | (0 - 0) |                              | Western Sydney Stadium, Sydney Spectateurs : 23 314 Arbitrage : Ko Hyung-jin | Western Sydney Stadium, Sydney Spectateurs : 23 314 Arbitrage : Ko Hyung-jin |
| 11 novembre 2021 20h10 UTC+11 | Nabbout 89e | Rapport | 57e Al-Amri · 62e Al-Bulaihi | Western Sydney Stadium, Sydney Spectateurs : 23 314 Arbitrage : Ko Hyung-jin | Western Sydney Stadium, Sydney Spectateurs : 23 314 Arbitrage : Ko Hyung-jin |

| 6e match                     | Viêt Nam | 0 - 1   | Arabie saoudite                |                                                                            |                                                                            |
| 16 novembre 2021 19h00 UTC+7 | | (0 - 1) | 31e Al-Shehri                  | Stade national Mỹ Đình, Hanoï Spectateurs : 9 669 Arbitrage : Hanna Hattab | Stade national Mỹ Đình, Hanoï Spectateurs : 9 669 Arbitrage : Hanna Hattab |
| 16 novembre 2021 19h00 UTC+7 | Nguyễn Công Phượng 9e · Quế Ngọc Hải 39e · Nguyễn Tuấn Anh 60e · Nguyễn Thành Chung 81e · Nguyễn Văn Toàn 85e · Phan Văn Đức 86e | Rapport | 38e Al-Faraj · 68e Al-Muwallad | Stade national Mỹ Đình, Hanoï Spectateurs : 9 669 Arbitrage : Hanna Hattab | Stade national Mỹ Đình, Hanoï Spectateurs : 9 669 Arbitrage : Hanna Hattab |

| 7e match                    | Arabie saoudite | 1 - 0   | Oman            |                                                                              |                                                                              |
| 27 janvier 2022 20h15 UTC+3 | Al-Buraikan 48e | (0 - 0) |                 | Stade Roi-Abdallah, Djeddah Spectateurs : 47 364 Arbitrage : Nawaf Shukralla | Stade Roi-Abdallah, Djeddah Spectateurs : 47 364 Arbitrage : Nawaf Shukralla |
| 27 janvier 2022 20h15 UTC+3 | al-Shahrani 24e | Rapport | 22e A. Al-Alawi | Stade Roi-Abdallah, Djeddah Spectateurs : 47 364 Arbitrage : Nawaf Shukralla | Stade Roi-Abdallah, Djeddah Spectateurs : 47 364 Arbitrage : Nawaf Shukralla |

| 8e match                     | Japon                  | 2 - 0   | Arabie saoudite             |                                                                           |                                                                           |
| 1er février 2022 19h14 UTC+9 | Minamino 32e · Ito 50e | (1 - 0) |                             | Stade Saitama 2002, Saitama Spectateurs : 19 118 Arbitrage : Ko Hyung-jin | Stade Saitama 2002, Saitama Spectateurs : 19 118 Arbitrage : Ko Hyung-jin |
| 1er février 2022 19h14 UTC+9 | Itakura 21e            | Rapport | 4e Al-Bulaihi · 74e Bahebri | Stade Saitama 2002, Saitama Spectateurs : 19 118 Arbitrage : Ko Hyung-jin | Stade Saitama 2002, Saitama Spectateurs : 19 118 Arbitrage : Ko Hyung-jin |

| 9e match                 | Chine                                         | 1 - 1   | Arabie saoudite |                                                                                         |                                                                                         |
| 24 mars 2022 19h00 UTC+4 | Zhu Chenjie 82e (pen.)                        | (0 - 1) | 45+1e Al-Shehri | Stade de Charjah, Charjah Spectateurs : 200 Arbitrage : Mohammed Abdulla Hassan Mohamed | Stade de Charjah, Charjah Spectateurs : 200 Arbitrage : Mohammed Abdulla Hassan Mohamed |
| 24 mars 2022 19h00 UTC+4 | Junmin 24e · Zhu Chenjie 39e · Yu Dabao 90+1e | Rapport | 60e Al-Amri     | Stade de Charjah, Charjah Spectateurs : 200 Arbitrage : Mohammed Abdulla Hassan Mohamed | Stade de Charjah, Charjah Spectateurs : 200 Arbitrage : Mohammed Abdulla Hassan Mohamed |

| 10e match                | Arabie saoudite       | 1 - 0   | Australie |                                                                              |                                                                              |
| 29 mars 2022 21h00 UTC+3 | Al-Dossari 65e (pen.) | (0 - 0) |           | Stade Roi-Abdallah, Djeddah Spectateurs : 51 433 Arbitrage : Adham Makhadmeh | Stade Roi-Abdallah, Djeddah Spectateurs : 51 433 Arbitrage : Adham Makhadmeh |
| 29 mars 2022 21h00 UTC+3 | Rapport               |         |           | Stade Roi-Abdallah, Djeddah Spectateurs : 51 433 Arbitrage : Adham Makhadmeh | Stade Roi-Abdallah, Djeddah Spectateurs : 51 433 Arbitrage : Adham Makhadmeh |

## Préparation

### Matchs de préparation à la Coupe du monde
Liste détaillée des matches de l'Arabie Saoudite depuis sa qualification à la Coupe du monde :

#### Match amicaux
| 1er match               | Arabie saoudite | 0 - 1   | Colombie                |                                                               |                                                               |
| 5 juin 2022 19h00 UTC+2 |                 | (0 - 1) | 9e Borré                | Stade de la Nueva Condomina, Murcie Arbitrage : Jason Barcelo | Stade de la Nueva Condomina, Murcie Arbitrage : Jason Barcelo |
| 5 juin 2022 19h00 UTC+2 | Al-Hamdan 36e   | Rapport | 36e Balanta · 69e Muñoz | Stade de la Nueva Condomina, Murcie Arbitrage : Jason Barcelo | Stade de la Nueva Condomina, Murcie Arbitrage : Jason Barcelo |

| 2e match                | Arabie saoudite | 0 - 1   | Venezuela     |                                                                                |                                                                                |
| 9 juin 2022 19h00 UTC+2 |                 | (0 - 1) | 37e Ferraresi | Stade de la Nueva Condomina, Murcie Spectateurs : 400 Arbitrage : Daniel Gomez | Stade de la Nueva Condomina, Murcie Spectateurs : 400 Arbitrage : Daniel Gomez |
| 9 juin 2022 19h00 UTC+2 | Al-Hassan 29e   | Rapport | 53e Soteldo   | Stade de la Nueva Condomina, Murcie Spectateurs : 400 Arbitrage : Daniel Gomez | Stade de la Nueva Condomina, Murcie Spectateurs : 400 Arbitrage : Daniel Gomez |

| 3e match                      | Arabie saoudite | 0 - 0   | Équateur |                                                            |                                                            |
| 23 septembre 2022 20h00 UTC+2 |                 | (0 - 0) |          | Stade de la Nueva Condomina, Murcie Arbitrage : Ivan Bebek | Stade de la Nueva Condomina, Murcie Arbitrage : Ivan Bebek |
| 23 septembre 2022 20h00 UTC+2 | Rapport         |         |          | Stade de la Nueva Condomina, Murcie Arbitrage : Ivan Bebek | Stade de la Nueva Condomina, Murcie Arbitrage : Ivan Bebek |

| 4e match                      | Arabie saoudite | 0 - 0   | États-Unis |                                                            |                                                            |
| 27 septembre 2022 20h00 UTC+3 |                 | (0 - 0) |            | Stade de la Nueva Condomina, Murcie Arbitrage : Ivan Bebek | Stade de la Nueva Condomina, Murcie Arbitrage : Ivan Bebek |
| 27 septembre 2022 20h00 UTC+3 | Rapport         |         |            | Stade de la Nueva Condomina, Murcie Arbitrage : Ivan Bebek | Stade de la Nueva Condomina, Murcie Arbitrage : Ivan Bebek |

| 5e match                    | Arabie saoudite      | 1 - 1   | Albanie   |                                                      |                                                      |
| 26 octobre 2022 20h00 UTC+3 | Al Shehri 43e (pen.) | (1 - 0) | 47e Balaj | Stade Al-Nahyan, Abou Dabi Arbitrage : Adel Al Naqbi | Stade Al-Nahyan, Abou Dabi Arbitrage : Adel Al Naqbi |
| 26 octobre 2022 20h00 UTC+3 | Rapport              |         |           | Stade Al-Nahyan, Abou Dabi Arbitrage : Adel Al Naqbi | Stade Al-Nahyan, Abou Dabi Arbitrage : Adel Al Naqbi |

| 6e match                    | Arabie saoudite | 0 - 0   | Honduras |                                                       |                                                       |
| 30 octobre 2022 13h30 UTC+4 |                 | (0 - 0) |          | Stade Al-Nahyan, Abou Dabi Arbitrage : Yahya Al-Mulla | Stade Al-Nahyan, Abou Dabi Arbitrage : Yahya Al-Mulla |
| 30 octobre 2022 13h30 UTC+4 | Rapport         |         |          | Stade Al-Nahyan, Abou Dabi Arbitrage : Yahya Al-Mulla | Stade Al-Nahyan, Abou Dabi Arbitrage : Yahya Al-Mulla |

| 7e match                    | Islande | 0 - 1   | Arabie saoudite |                                                                     |                                                                     |
| 6 novembre 2022 11h00 UTC+4 |         | (0 - 1) | 25e Abdulhamid  | Stade Mohammed-Bin-Zayed, Abou Dabi Arbitrage : Ahmed Eisa Darweesh | Stade Mohammed-Bin-Zayed, Abou Dabi Arbitrage : Ahmed Eisa Darweesh |
| 6 novembre 2022 11h00 UTC+4 | Rapport |         |                 | Stade Mohammed-Bin-Zayed, Abou Dabi Arbitrage : Ahmed Eisa Darweesh | Stade Mohammed-Bin-Zayed, Abou Dabi Arbitrage : Ahmed Eisa Darweesh |

| 8e match                     | Croatie | 0 - 1   | Arabie saoudite |                                                                                        |                                                                                        |
| 16 novembre 2022 18h00 UTC+2 |         | (0 - 0) | 82e Kramarić    | Stade du Prince Faisal bin Fahd, Riyad Spectateurs : 8 287 Arbitrage : Adham Makhadmeh | Stade du Prince Faisal bin Fahd, Riyad Spectateurs : 8 287 Arbitrage : Adham Makhadmeh |
| 16 novembre 2022 18h00 UTC+2 | Rapport |         |                 | Stade du Prince Faisal bin Fahd, Riyad Spectateurs : 8 287 Arbitrage : Adham Makhadmeh | Stade du Prince Faisal bin Fahd, Riyad Spectateurs : 8 287 Arbitrage : Adham Makhadmeh |

## Effectif
L'effectif de l'Arabie saoudite, est dévoilé le 12 novembre 2022.
| Numéro / Nom       | Numéro / Nom         | Club            | Date de naissance et âge*  | J.              | Buts            |                 |                 |                 |
| Gardiens de but    | Gardiens de but      | Gardiens de but | Gardiens de but            | Gardiens de but | Gardiens de but | Gardiens de but | Gardiens de but | Gardiens de but |
| ------------------ | -------------------- | --------------- | -------------------------- | --------------- | --------------- | --------------- | --------------- | --------------- |
| 01                 | Mohammed Al Rubaie   | Al-Ahli SC      | 14 août 1997 (25 ans)      | 0               | 0               | 0               | 0               | 0               |
| 21                 | Mohammed Al-Owais    | Al-Hilal FC     | 10 octobre 1991 (31 ans)   | 0               | 0               | 0               | 0               | 0               |
| 22                 | Nawaf Al-Aqidi       | Al-Nassr Riyad  | 10 mai 2000 (22 ans)       | 0               | 0               | 0               | 0               | 0               |
| Défenseurs         |                      |                 |                            |                 |                 |                 |                 |                 |
| 02                 | Sultan Al-Ghanam     | Al-Nassr Riyad  | 6 mai 1994 (28 ans)        | 0               | 0               | 0               | 0               | 0               |
| 03                 | Abdullah Madu        | Al-Nassr Riyad  | 15 juillet 1993 (29 ans)   | 0               | 0               | 0               | 0               | 0               |
| 04                 | Abdulelah Al-Amri    | Al-Nassr Riyad  | 15 janvier 1997 (25 ans)   | 0               | 0               | 0               | 0               | 0               |
| 05                 | Ali Al-Bulaihi       | Al-Hilal FC     | 21 novembre 1989 (32 ans)  | 0               | 0               | 0               | 0               | 0               |
| 06                 | Mohammed Al-Breik    | Al-Hilal FC     | 15 septembre 1992 (30 ans) | 0               | 0               | 0               | 0               | 0               |
| 12                 | Saud Abdulhamid      | Al-Hilal FC     | 18 juillet 1999 (23 ans)   | 0               | 0               | 0               | 0               | 0               |
| 13                 | Yasser al-Shahrani   | Al-Hilal FC     | 25 mai 1992 (30 ans)       | 0               | 0               | 0               | 0               | 0               |
| 17                 | Hassan Al-Tambakti   | Al-Shabab Riyad | 9 février 1999 (23 ans)    | 0               | 0               | 0               | 0               | 0               |
| Milieux de terrain |                      |                 |                            |                 |                 |                 |                 |                 |
| 07                 | Salman Al-Faraj      | Al-Hilal FC     | 1er août 1989 (33 ans)     | 0               | 0               | 0               | 0               | 0               |
| 08                 | Abdulellah Al-Malki  | Al-Hilal FC     | 11 octobre 1994 (28 ans)   | 0               | 0               | 0               | 0               | 0               |
| 14                 | Abdullah Otayf       | Al-Hilal FC     | 3 août 1992 (30 ans)       | 0               | 0               | 0               | 0               | 0               |
| 15                 | Ali Al-Hassan        | Al-Nassr Riyad  | 4 mars 1997 (25 ans)       | 0               | 0               | 0               | 0               | 0               |
| 16                 | Sami Al-Najei        | Al-Nassr Riyad  | 7 février 1997 (25 ans)    | 0               | 0               | 0               | 0               | 0               |
| 18                 | Nawaf al-Abed        | Al-Hilal FC     | 26 janvier 1990 (32 ans)   | 0               | 0               | 0               | 0               | 0               |
| 23                 | Mohamed Kanno        | Al-Hilal FC     | 22 septembre 1994 (28 ans) | 0               | 0               | 0               | 0               | 0               |
| 24                 | Nasser Al-Dawsari    | Al-Hilal FC     | 19 décembre 1998 (22 ans)  | 0               | 0               | 0               | 0               | 0               |
| 26                 | Riyadh Sharahili     | Abha SC         | 28 avril 1993 (29 ans)     | 0               | 0               | 0               | 0               | 0               |
| Attaquants         |                      |                 |                            |                 |                 |                 |                 |                 |
| 09                 | Firas Al-Buraikan    | Al-Fateh SC     | 14 mai 2000 (22 ans)       | 0               | 0               | 0               | 0               | 0               |
| 10                 | Salem al-Dossari     | Al-Hilal FC     | 19 août 1991 (31 ans)      | 0               | 0               | 0               | 0               | 0               |
| 19                 | Hattan Bahebri       | Al-Shabab Riyad | 16 juillet 1992 (30 ans)   | 0               | 0               | 0               | 0               | 0               |
| 20                 | Abdulrahman Al-Aboud | Ittihad FC      | 1er juin 1995 (27 ans)     | 0               | 0               | 0               | 0               | 0               |
| 11                 | Saleh Al-Shehri      | Al-Hilal FC     | 1er novembre 1993 (29 ans) | 0               | 0               | 0               | 0               | 0               |
| 25                 | Haitham Asiri        | Al-Ahli SC      | 25 mars 2001 (21 ans)      | 0               | 0               | 0               | 0               | 0               |
| Sélectionneur      |                      |                 |                            |                 |                 |                 |                 |                 |
|                    | Hervé Renard         |                 | 30 septembre 1968 (54 ans) |                 |                 |                 |                 |                 |

* NB : Les âges sont calculés au début de la Coupe du monde 2022, le 20 novembre 2022.

## Compétition

### Format et tirage au sort
Le tirage au sort de la Coupe du monde a lieu le vendredi 1er avril 2022 au Centre des expositions à Doha. C’est le classement de mars qui est pris en compte, la sélection se classe 49e du classement FIFA, qui est placée dans le chapeau 4.

### Premier tour - Groupe C
|   | Équipe          | Pts | J | G | N | P | Bp | Bc | Diff |
| 1 | Argentine       | 6   | 3 | 2 | 0 | 1 | 5  | 2  | +3   |
| 2 | Pologne         | 4   | 3 | 1 | 1 | 1 | 2  | 2  | 0    |
| 3 | Mexique         | 4   | 3 | 1 | 1 | 1 | 2  | 3  | -1   |
| 4 | Arabie saoudite | 3   | 3 | 1 | 0 | 2 | 3  | 5  | -2   |

| 8  | 22 novembre 2022 | Argentine       | 1 - 2 | Arabie saoudite |
| 7  | 22 novembre 2022 | Mexique         | 0 - 0 | Pologne         |
| 22 | 26 novembre 2022 | Pologne         | 2 - 0 | Arabie saoudite |
| 24 | 26 novembre 2022 | Argentine       | 2 - 0 | Mexique         |
| 39 | 30 novembre 2022 | Pologne         | 0 - 2 | Argentine       |
| 40 | 30 novembre 2022 | Arabie saoudite | 1 - 2 | Mexique         |

#### Argentine - Arabie saoudite
| Match 8                                                      | Argentine        | 1 - 2   | Arabie saoudite                               | Stade de Lusail, Lusail                                                       |                                                                               |
| 22 novembre 2022 · 13:00 (UTC+3) · Historique des rencontres | Messi 10e (pen.) | (1 - 0) | 48e Al-Shehri (Al-Buraikan ) · 53e Al-Dawsari | Spectateurs : 88 012 Arbitrage : Slavko Vinčić Arbitre vidéo : Pol van Boekel | Spectateurs : 88 012 Arbitrage : Slavko Vinčić Arbitre vidéo : Pol van Boekel |
| 22 novembre 2022 · 13:00 (UTC+3) · Historique des rencontres | Rapport          |         |                                               | Spectateurs : 88 012 Arbitrage : Slavko Vinčić Arbitre vidéo : Pol van Boekel | Spectateurs : 88 012 Arbitrage : Slavko Vinčić Arbitre vidéo : Pol van Boekel |

| Argentine | Arabie saoudite |

| ARGENTINE :     |    |                    |     |
|                 |    |                    |     |
| Gardien de but  | 23 | Emiliano Martínez  |     |
|                 | 03 | Nicolás Tagliafico | 71e |
|                 | 19 | Nicolás Otamendi   |     |
|                 | 13 | Cristian Romero    | 59e |
|                 | 26 | Nahuel Molina      |     |
|                 | 05 | Leandro Paredes    | 59e |
|                 | 07 | Rodrigo De Paul    |     |
|                 | 17 | Papu Gómez         | 59e |
|                 | 10 | Lionel Messi       |     |
|                 | 11 | Ángel Di María     |     |
|                 | 22 | Lautaro Martínez   |     |
| Remplaçants :   |    |                    |     |
|                 | 25 | Lisandro Martínez  | 59e |
|                 | 09 | Julián Álvarez     | 59e |
|                 | 24 | Enzo Fernández     | 59e |
|                 | 08 | Marcos Acuña       | 71e |
| Sélectionneur : |    |                    |     |
| Lionel Scaloni  |    |                    |     |

| ARABIE SAOUDITE : |    |                     |       |       |     |
|                   |    |                     |       |       |     |
| Gardien de but    | 21 | Mohammed Al-Owais   | 90+2e |       |     |
|                   | 13 | Yasser Al-Shahrani  |       | 90+9e |     |
|                   | 05 | Ali Al-Bulaihi      | 75e   |       |     |
|                   | 17 | Hassan Al-Tambakti  |       |       |     |
|                   | 12 | Saud Abdulhamid     | 82e   |       |     |
|                   | 10 | Salem Al-Dawsari    | 79e   |       |     |
|                   | 08 | Abdulellah Al-Malki | 67e   |       |     |
|                   | 23 | Mohamed Kanno       |       |       |     |
|                   | 11 | Saleh Al-Shehri     |       | 78e   |     |
|                   | 07 | Salman Al-Faraj     |       | 45+4e |     |
|                   | 09 | Firas Al-Buraikan   |       | 89e   |     |
| Remplaçants :     |    |                     |       |       |     |
|                   | 18 | Nawaf al-Abed       | 88e   | 45+4e | 89e |
|                   | 02 | Sultan Al-Ghannam   |       | 78e   |     |
|                   | 04 | Abdulelah Al-Amri   |       | 89e   |     |
|                   | 25 | Haitham Asiri       |       |       | 89e |
|                   | 06 | Mohammed Al-Breik   |       | 90+9e |     |
| Sélectionneur :   |    |                     |       |       |     |
| Hervé Renard      |    |                     |       |       |     |

| Assistants : Tomaž Klančnik Andraž Kovačič Quatrième arbitre : Maguette Ndiaye Assistants arbitre vidéo : Bastian Dankert Abdelhak Etchiali Ricardo de Burgos Bengoetxea Homme du Match : Mohammed Al-Owais |

#### Pologne - Arabie saoudite
| Match 22                                                     | Pologne                                        | 2 - 0   | Arabie saoudite | Stade Education City, Al Rayyan                                              |                                                                              |
| 26 novembre 2022 · 16:00 (UTC+3) · Historique des rencontres | ( Lewandowski) Zieliński 39e · Lewandowski 82e | (1 - 0) |                 | Spectateurs : 44 259 Arbitrage : Wilton Sampaio Arbitre vidéo : Drew Fischer | Spectateurs : 44 259 Arbitrage : Wilton Sampaio Arbitre vidéo : Drew Fischer |
| 26 novembre 2022 · 16:00 (UTC+3) · Historique des rencontres | Rapport                                        |         |                 | Spectateurs : 44 259 Arbitrage : Wilton Sampaio Arbitre vidéo : Drew Fischer | Spectateurs : 44 259 Arbitrage : Wilton Sampaio Arbitre vidéo : Drew Fischer |

| Pologne | Arabie saoudite |

| POLOGNE :           |    |                       |     |     |
|                     |    |                       |     |     |
| Gardien de but      | 01 | Wojciech Szczęsny     |     |     |
|                     | 18 | Bartosz Bereszyński   |     |     |
|                     | 14 | Jakub Kiwior          | 15e |     |
|                     | 15 | Kamil Glik            |     |     |
|                     | 02 | Matty Cash            | 16e |     |
|                     | 06 | Krystian Bielik       |     |     |
|                     | 10 | Grzegorz Krychowiak   |     |     |
|                     | 24 | Przemysław Frankowski |     |     |
|                     | 20 | Piotr Zieliński       |     | 63e |
|                     | 07 | Arkadiusz Milik       | 19e | 71e |
|                     | 09 | Robert Lewandowski    |     |     |
| Remplaçants :       |    |                       |     |     |
|                     | 13 | Jakub Kamiński        |     | 63e |
|                     | 23 | Krzysztof Piątek      |     | 71e |
| Sélectionneur :     |    |                       |     |     |
| Czesław Michniewicz |    |                       |     |     |

| ARABIE SAOUDITE : |    |                      |       |     |       |
|                   |    |                      |       |     |       |
| Gardien de but    | 21 | Mohammed Al-Owais    |       |     |       |
|                   | 06 | Mohammed Al-Breik    |       | 65e |       |
|                   | 05 | Ali Al-Bulaihi       |       |     |       |
|                   | 04 | Abdulelah Al-Amri    | 45+4e |     |       |
|                   | 12 | Saud Abdulhamid      |       |     |       |
|                   | 08 | Abdulellah Al-Malki  | 20e   | 85e |       |
|                   | 23 | Mohamed Kanno        |       |     |       |
|                   | 16 | Sami Al-Najei        |       | 46e |       |
|                   | 10 | Salem Al-Dawsari     |       |     |       |
|                   | 11 | Saleh Al-Shehri      |       | 85e |       |
|                   | 09 | Firas Al-Buraikan    |       |     |       |
| Remplaçants :     |    |                      |       |     |       |
|                   | 18 | Nawaf al-Abed        |       | 46e | 90+5e |
|                   | 02 | Sultan Al-Ghanam     |       | 65e |       |
|                   | 20 | Abdulrahman Al-Aboud |       | 85e |       |
|                   | 24 | Nasser Al-Dawsari    |       | 85e |       |
|                   | 19 | Hattan Bahebri       |       |     | 90+5e |
| Sélectionneur :   |    |                      |       |     |       |
| Hervé Renard      |    |                      |       |     |       |

| Assistants : Bruno Boschilia Bruno Pires Quatrième arbitre : Kevin Ortega Assistants arbitre vidéo : Armando Villarreal Nicolás Taran Leodán González Homme du Match : Robert Lewandowski |

#### Arabie saoudite - Mexique
| Match 40                                                     | Arabie saoudite                | 1 - 2   | Mexique                           | Stade de Lusail, Lusail                                                             |                                                                                     |
| 30 novembre 2022 · 22:00 (UTC+3) · Historique des rencontres | ( Bahebri) S. Al-Dawsari 90+5e | (0 - 0) | 47e Martín (Montes ) · 52e Chávez | Spectateurs : 84 985 Arbitrage : Michael Oliver Arbitre vidéo : Massimiliano Irrati | Spectateurs : 84 985 Arbitrage : Michael Oliver Arbitre vidéo : Massimiliano Irrati |
| 30 novembre 2022 · 22:00 (UTC+3) · Historique des rencontres | Rapport                        |         |                                   | Spectateurs : 84 985 Arbitrage : Michael Oliver Arbitre vidéo : Massimiliano Irrati | Spectateurs : 84 985 Arbitrage : Michael Oliver Arbitre vidéo : Massimiliano Irrati |

| Arabie saoudite | Mexique |

| ARABIE SAOUDITE : |    |                      |       |     |
|                   |    |                      |       |     |
| Gardien de but    | 21 | Mohammed Al-Owais    |       |     |
|                   | 04 | Abdulelah Al-Amri    | 90+1e |     |
|                   | 05 | Ali Al-Bulaihi       |       | 37e |
|                   | 17 | Hassan Al-Tambakti   | 52e   |     |
|                   | 02 | Sultan Al-Ghanam     |       | 88e |
|                   | 23 | Mohamed Kanno        |       |     |
|                   | 15 | Ali Al-Hassan        | 34e   | 46e |
|                   | 12 | Saud Abdulhamid      |       |     |
|                   | 10 | Salem Al-Dawsari     |       |     |
|                   | 11 | Saleh Al-Shehri      | 28e   | 62e |
|                   | 09 | Firas Al-Buraikan    |       |     |
| Remplaçants :     |    |                      |       |     |
|                   | 26 | Riyadh Sharahili     |       | 37e |
|                   | 03 | Abdullah Madu        | 81e   | 46e |
|                   | 20 | Abdulrahman Al-Aboud |       | 62e |
|                   | 19 | Hattan Bahebri       | 90+7e | 88e |
| Sélectionneur :   |    |                      |       |     |
| Hervé Renard      |    |                      |       |     |

| MEXIQUE :       |    |                          |     |     |
|                 |    |                          |     |     |
| Gardien de but  | 13 | Guillermo Ochoa          |     |     |
|                 | 23 | Jesús Gallardo           |     |     |
|                 | 15 | Héctor Moreno            |     |     |
|                 | 03 | César Montes             |     |     |
|                 | 19 | Jorge Sánchez            |     | 86e |
|                 | 04 | Edson Álvarez            | 16e | 86e |
|                 | 24 | Luis Chávez              |     |     |
|                 | 17 | Orbelín Pineda           |     | 77e |
|                 | 10 | Alexis Vega              |     | 46e |
|                 | 20 | Henry Martín             |     | 77e |
|                 | 22 | Hirving Lozano           |     |     |
| Remplaçants :   |    |                          |     |     |
|                 | 21 | Uriel Antuna             |     | 46e |
|                 | 09 | Raúl Jiménez             |     | 77e |
|                 | 08 | Carlos Alberto Rodríguez |     | 77e |
|                 | 26 | Kevin Álvarez            |     | 86e |
|                 | 11 | Rogelio Funes Mori       |     | 86e |
| Sélectionneur : |    |                          |     |     |
| Gerardo Martino |    |                          |     |     |

| Assistants : Stuart Burt Simon Bennett Quatrième arbitre : István Kovács Assistants arbitre vidéo : Paolo Valeri Alessandro Giallatini Alejandro Hernández Hernández Homme du Match : Luis Chávez |

## Statistiques

### Temps de jeu
| Joueur                   | |         |         | TT | But inscrit | Passe décisive | MJ | MT | Légende |
| ------------------------ | --- | ------- | ------- | -- | ----------- | -------------- | -- | -- | ------- |
| Gardiens                 | Abréviations et symboles : · TT : Total de minutes jouées · MJ : Nombre de matchs joués · MT : Matchs joués en tant que titulaire · : but · : passe décisive · : joueur entré · : joueur remplacé · : capitaine · : carton jaune · : carton rouge · |         |         |    |             |                |    |    |         |
| Nawaf Al-Aqidi           | Abréviations et symboles : · TT : Total de minutes jouées · MJ : Nombre de matchs joués · MT : Matchs joués en tant que titulaire · : but · : passe décisive · : joueur entré · : joueur remplacé · : capitaine · : carton jaune · : carton rouge · | -       | -       | -  | -           | -              | -  | -  | -       |
| Mohammed Al-Owais        | Abréviations et symboles : · TT : Total de minutes jouées · MJ : Nombre de matchs joués · MT : Matchs joués en tant que titulaire · : but · : passe décisive · : joueur entré · : joueur remplacé · : capitaine · : carton jaune · : carton rouge · | 90      | 90      | 90 | 270         | -              | -  | 3  | 3       |
| Mohammed Al Rubaie       | Abréviations et symboles : · TT : Total de minutes jouées · MJ : Nombre de matchs joués · MT : Matchs joués en tant que titulaire · : but · : passe décisive · : joueur entré · : joueur remplacé · : capitaine · : carton jaune · : carton rouge · | -       | -       | -  | -           | -              | -  | -  | -       |
| Défenseurs               | Abréviations et symboles : · TT : Total de minutes jouées · MJ : Nombre de matchs joués · MT : Matchs joués en tant que titulaire · : but · : passe décisive · : joueur entré · : joueur remplacé · : capitaine · : carton jaune · : carton rouge · |         |         |    |             |                |    |    |         |
| Saud Abdulhamid          | Abréviations et symboles : · TT : Total de minutes jouées · MJ : Nombre de matchs joués · MT : Matchs joués en tant que titulaire · : but · : passe décisive · : joueur entré · : joueur remplacé · : capitaine · : carton jaune · : carton rouge · | 90      | 90      | 90 | 270         | -              | -  | 3  | 3       |
| Abdulelah Al-Amri        | Abréviations et symboles : · TT : Total de minutes jouées · MJ : Nombre de matchs joués · MT : Matchs joués en tant que titulaire · : but · : passe décisive · : joueur entré · : joueur remplacé · : capitaine · : carton jaune · : carton rouge · | 1       | 90      | 90 | 181         | -              | -  | 3  | 2       |
| Mohammed Al-Breik        | Abréviations et symboles : · TT : Total de minutes jouées · MJ : Nombre de matchs joués · MT : Matchs joués en tant que titulaire · : but · : passe décisive · : joueur entré · : joueur remplacé · : capitaine · : carton jaune · : carton rouge · | 0       | 65      | -  | 65          | -              | -  | 2  | 1       |
| Ali Al-Bulaihi           | Abréviations et symboles : · TT : Total de minutes jouées · MJ : Nombre de matchs joués · MT : Matchs joués en tant que titulaire · : but · : passe décisive · : joueur entré · : joueur remplacé · : capitaine · : carton jaune · : carton rouge · | 90      | 90      | 37 | 217         | -              | -  | 3  | 3       |
| Sultan Al-Ghanam         | Abréviations et symboles : · TT : Total de minutes jouées · MJ : Nombre de matchs joués · MT : Matchs joués en tant que titulaire · : but · : passe décisive · : joueur entré · : joueur remplacé · : capitaine · : carton jaune · : carton rouge · | 12      | 25      | 88 | 125         | -              | -  | 3  | 1       |
| Yasser Al-Shahrani       | Abréviations et symboles : · TT : Total de minutes jouées · MJ : Nombre de matchs joués · MT : Matchs joués en tant que titulaire · : but · : passe décisive · : joueur entré · : joueur remplacé · : capitaine · : carton jaune · : carton rouge · | 12      | -       | -  | 12          | -              | -  | 1  | -       |
| Abdullah Madu            | Abréviations et symboles : · TT : Total de minutes jouées · MJ : Nombre de matchs joués · MT : Matchs joués en tant que titulaire · : but · : passe décisive · : joueur entré · : joueur remplacé · : capitaine · : carton jaune · : carton rouge · | -       | -       | 44 | 44          | -              | -  | 1  | 1       |
| Hassan Al-Tambakti       | Abréviations et symboles : · TT : Total de minutes jouées · MJ : Nombre de matchs joués · MT : Matchs joués en tant que titulaire · : but · : passe décisive · : joueur entré · : joueur remplacé · : capitaine · : carton jaune · : carton rouge · | 90      | -       | 90 | 180         | -              | -  | 2  | 2       |
| Milieux                  | Abréviations et symboles : · TT : Total de minutes jouées · MJ : Nombre de matchs joués · MT : Matchs joués en tant que titulaire · : but · : passe décisive · : joueur entré · : joueur remplacé · : capitaine · : carton jaune · : carton rouge · |         |         |    |             |                |    |    |         |
| Nawaf al-Abed            | Abréviations et symboles : · TT : Total de minutes jouées · MJ : Nombre de matchs joués · MT : Matchs joués en tant que titulaire · : but · : passe décisive · : joueur entré · : joueur remplacé · : capitaine · : carton jaune · : carton rouge · | 45 · 89 | 46 · 90 | -  | 88          | -              | -  | 2  | -       |
| Nasser Al-Dawsari        | Abréviations et symboles : · TT : Total de minutes jouées · MJ : Nombre de matchs joués · MT : Matchs joués en tant que titulaire · : but · : passe décisive · : joueur entré · : joueur remplacé · : capitaine · : carton jaune · : carton rouge · | -       | 5       | -  | 5           | -              | -  | 1  | -       |
| Salman Al-Faraj          | Abréviations et symboles : · TT : Total de minutes jouées · MJ : Nombre de matchs joués · MT : Matchs joués en tant que titulaire · : but · : passe décisive · : joueur entré · : joueur remplacé · : capitaine · : carton jaune · : carton rouge · | 45      | -       | -  | 45          | -              | -  | 1  | 1       |
| Ali Al-Hassan            | Abréviations et symboles : · TT : Total de minutes jouées · MJ : Nombre de matchs joués · MT : Matchs joués en tant que titulaire · : but · : passe décisive · : joueur entré · : joueur remplacé · : capitaine · : carton jaune · : carton rouge · | -       | -       | 46 | 46          | -              | -  | 1  | 1       |
| Abdulellah Al-Malki      | Abréviations et symboles : · TT : Total de minutes jouées · MJ : Nombre de matchs joués · MT : Matchs joués en tant que titulaire · : but · : passe décisive · : joueur entré · : joueur remplacé · : capitaine · : carton jaune · : carton rouge · | 90      | 85      | -  | 175         | -              | -  | 2  | 2       |
| Sami Al-Najei            | Abréviations et symboles : · TT : Total de minutes jouées · MJ : Nombre de matchs joués · MT : Matchs joués en tant que titulaire · : but · : passe décisive · : joueur entré · : joueur remplacé · : capitaine · : carton jaune · : carton rouge · | -       | 46      | -  | 46          | -              | -  | 1  | 1       |
| Mohamed Kanno            | Abréviations et symboles : · TT : Total de minutes jouées · MJ : Nombre de matchs joués · MT : Matchs joués en tant que titulaire · : but · : passe décisive · : joueur entré · : joueur remplacé · : capitaine · : carton jaune · : carton rouge · | 90      | 90      | 90 | 270         | -              | -  | 3  | 3       |
| Abdullah Otayf           | Abréviations et symboles : · TT : Total de minutes jouées · MJ : Nombre de matchs joués · MT : Matchs joués en tant que titulaire · : but · : passe décisive · : joueur entré · : joueur remplacé · : capitaine · : carton jaune · : carton rouge · | -       | -       | -  | -           | -              | -  | -  |         |
| Riyadh Sharahili         | Abréviations et symboles : · TT : Total de minutes jouées · MJ : Nombre de matchs joués · MT : Matchs joués en tant que titulaire · : but · : passe décisive · : joueur entré · : joueur remplacé · : capitaine · : carton jaune · : carton rouge · | -       | -       | 53 | 53          | -              | -  | 1  | -       |
| Attaquants               | Abréviations et symboles : · TT : Total de minutes jouées · MJ : Nombre de matchs joués · MT : Matchs joués en tant que titulaire · : but · : passe décisive · : joueur entré · : joueur remplacé · : capitaine · : carton jaune · : carton rouge · |         |         |    |             |                |    |    |         |
| Abdulrahman Al-Aboud     | Abréviations et symboles : · TT : Total de minutes jouées · MJ : Nombre de matchs joués · MT : Matchs joués en tant que titulaire · : but · : passe décisive · : joueur entré · : joueur remplacé · : capitaine · : carton jaune · : carton rouge · | -       | 5       | 28 | 33          | -              | -  | 2  | -       |
| Haitham Asiri            | Abréviations et symboles : · TT : Total de minutes jouées · MJ : Nombre de matchs joués · MT : Matchs joués en tant que titulaire · : but · : passe décisive · : joueur entré · : joueur remplacé · : capitaine · : carton jaune · : carton rouge · | 1       | -       | -  | 1           | -              | -  | 1  | -       |
| Firas Al-Buraikan        | Abréviations et symboles : · TT : Total de minutes jouées · MJ : Nombre de matchs joués · MT : Matchs joués en tant que titulaire · : but · : passe décisive · : joueur entré · : joueur remplacé · : capitaine · : carton jaune · : carton rouge · | 89      | 90      | 90 | 269         | -              | 1  | 3  | 3       |
| Salem Al-Dawsari         | Abréviations et symboles : · TT : Total de minutes jouées · MJ : Nombre de matchs joués · MT : Matchs joués en tant que titulaire · : but · : passe décisive · : joueur entré · : joueur remplacé · : capitaine · : carton jaune · : carton rouge · | 90      | 90      | 90 | 270         | 2              | -  | 3  | 3       |
| Saleh Al-Shehri          | Abréviations et symboles : · TT : Total de minutes jouées · MJ : Nombre de matchs joués · MT : Matchs joués en tant que titulaire · : but · : passe décisive · : joueur entré · : joueur remplacé · : capitaine · : carton jaune · : carton rouge · | 78      | 85      | 62 | 225         | 1              | -  | 3  | 3       |
| Hattan Bahebri           | Abréviations et symboles : · TT : Total de minutes jouées · MJ : Nombre de matchs joués · MT : Matchs joués en tant que titulaire · : but · : passe décisive · : joueur entré · : joueur remplacé · : capitaine · : carton jaune · : carton rouge · | -       | 0       | 2  | 2           | -              | 1  | 2  | -       |
| Total                    | Abréviations et symboles : · TT : Total de minutes jouées · MJ : Nombre de matchs joués · MT : Matchs joués en tant que titulaire · : but · : passe décisive · : joueur entré · : joueur remplacé · : capitaine · : carton jaune · : carton rouge · |         |         |    |             |                |    |    |         |
| Équipe d'Arabie saoudite | Abréviations et symboles : · TT : Total de minutes jouées · MJ : Nombre de matchs joués · MT : Matchs joués en tant que titulaire · : but · : passe décisive · : joueur entré · : joueur remplacé · : capitaine · : carton jaune · : carton rouge · | 90      | 90      | 90 | 270         | 3              | 2  | 3  | -       |

| Buts | Joueurs          | Adversaires        |
| ---- | ---------------- | ------------------ |
| 2    | Salem Al-Dawsari | Argentine, Mexique |
| 1    | Saleh Al-Shehri  | Argentine          |

| Passes | Joueurs           | Adversaires |
| ------ | ----------------- | ----------- |
| 1      | Firas Al-Buraikan | Argentine   |
| 1      | Hattan Bahebri    | Mexique     |